# Turkish Music Charts

Turkish Music Charts est un classement hebdomadaire de musique en Turquie.